# 이지훈 (화가)
이지훈은 한국미술협회와 한국전업미술가협회 자문위원인 대한민국의 화가이다.

## 학력
- 1989 소르본 대학 조형예술과 미술사학에 관한 학문 연수
- 1990 아카데미 드 라 그랑쇼미예르 회화과 수료
- 1998 홍익대학교 미술대학원 현대미술 전공

## 전시 이력
- 엑스치에사데이 바라나
- 비티미술관(피렌체)
- 리플렉스 모던 아트 갤러리(암스테르담)
- 디브레라갤러리(밀라노)
- 예술의전당 한가람미술관
- 포스코갤러리
- 정부서울청사 문화갤러리
- KIAF2014(Coex Hall) 등

## 단체전 이력
- 한류미술의 물결전(그리스 아테네 국립 미술관)
- 영국 국제 교류전(킹스턴 시티 마켓 하우스)
- KPAM 대한민국 미술제(예술의 전당 한가람 미술관)

## 작품 소장
- 청와대, 피렌체 푸질리에세이 미술관, Posco, 포항문화예술회관
- KBS 포항 방송국, 포항 장애자 복지회관, 고양 지방 검찰청 등

## 심사역임
- 대한민국 미술대전 비구상부분 심사위원장
- 행주미술대전 심사위원
- 한국가스안전공사 콘테스트 심사

## 현재
- 한국미술협회 자문위원
- 한국전업미술가협회 자문위원